# Bathymaster signatus
Bathymaster signatus és una espècie de peix de la família dels batimastèrids i de l'ordre dels perciformes.

## Etimologia
Del grec bathys (profund) i master, -eros (cercador), i del llatí signatus (marcat).

## Descripció
- Fa 38 cm de llargària màxima[3] (encara que la seua mida normal és de 30)[4] i 370 g de pes.[4]
- És de color marró amb taques fosques al dors i més clar i amb ratlles de grogues a taronges al ventre.
- El cap presenta algunes àrees de color groc. Aletes clapejades de groc. Presenta una taca negra a la part anterior de l'aleta dorsal (els primers 3 o 5 radis) i algunes marques fosques a les altres aletes.
- Ulls de color blau.[5]
- Cap espina i 47 radis tous a l'aleta dorsal i cap espina i 32-34 a l'anal.
- Aleta caudal estreta i suaument arrodonida.[5]
- Aletes pèlviques fosques.[6]

## Reproducció
Al nord-oest del mar de Bering, la temporada de reproducció acaba durant el mes de juny, la maduresa sexual és assolida en arribar als 27-28 cm de longitud, la fecunditat és de 90.351 ous per femella i els oòcits mesuren 1,4 mm i pesen 1,14 mg.

## Alimentació
Menja, en ordre d'importància, poliquets, bernats ermitans, gambetes i gammàrids.

## Depredadors
A Alaska és depredat per Gadus macrocephalus i l'halibut del Pacífic (Hippoglossus stenolepis).

## Hàbitat i distribució geogràfica
És un peix marí, demersal (fins als 825 m de fondària, normalment entre 35 i 380) i de clima polar (1 °C-2 °C), els adults del qual viuen en alta mar i sobre fons tous des de l'Àrtic (el mar de la Sibèria Oriental) fins a l'est de Kamtxatka, les illes del Comandant, Hokkaido (el Japó), la mar d'Okhotsk, Alaska, la Colúmbia Britànica (el Canadà) i Washington.

## Observacions
És inofensiu per als humans i la seua longevitat és de 9 anys.